# Harnischia incidata
Harnischia incidata är en tvåvingeart som beskrevs av Henry Keith Townes, Jr. 1945. Harnischia incidata ingår i släktet Harnischia och familjen fjädermyggor. Inga underarter finns listade i Catalogue of Life.